# الموقف الثالث

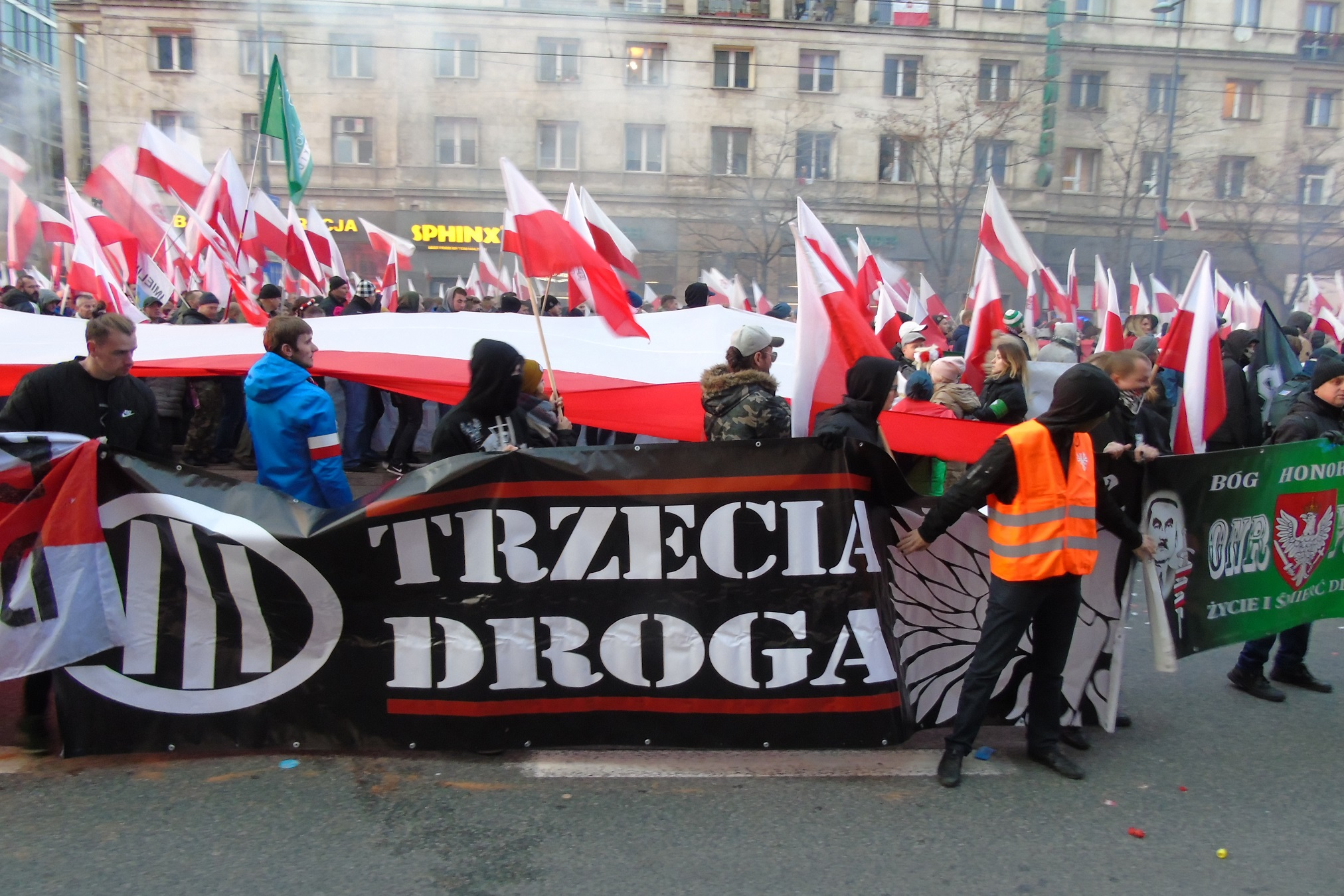

الموقف الثالث أيديولوجية مبنية على معارضة الشيوعية والرأسمالية. تطورت هذه النظرية السياسية في القرن العشرين عند بعض الأحزاب والحركات الإيطالية (مثل الترتسا بوزيتسيوني) والفرنسية (مثل التروازيام فوا) حيث تخلط هذه الأحزاب بعض المواقف الثقافية الرجعية والاجتماعية الشعبوية من اليمين المحافظ مع مواقف اقتصادية متشددة من اليسار الراديكالي.

## تاريخ نظرية الموقف الثالث
تأثرت هذه النظرية من أشكال الفاشية اليسارية مثل البلشفية الوطنية (وهي خليط من الأفكار البلشفية والوطنية الفاشية) والنازية الستراسرية (وهي نوع من النازية أسسها جريجور ستراسر).

## إيطاليا
تطورت نظرية الموقف الثالث في إيطاليا على يد روبيرتو فيوري (رئيس حزب فورتسا نووفا) مع كابريلي أدينولفي وبيبي ديميتري، على شكل الفاشية الجديدة الإيطالية. وتتسم الأيديولوجية بالتزيين العسكري والقومية المتطرفة والتفرقة العنصرية. تأثر فيوري بفكر يوليوس إيفولا وآلان دي بنوا وحاول دمجها بإرادة للثورة الثقافية. في 1978 أسس فيوري حركة الترتسا بوزيتسيوني، الممثلة الآن بحزب فورتسا نووفا وشبكة كاساباوند للمراكز الاجتماعية للناشطين اليمين المتطرف.

## فرنسا
في عقد الثلاثينيات والأربعينيات من القرن العشرين، انفصلت بعض الأحزاب من أحزابها اليسارية وارتبطت بالقومية المتطرفة، فحزب جاك دوريو الحزب الشعبي الفرنسي انفصل من الحزب الشيوعي الفرنسي وحزب مارسيل ديا المسيرة القومية الشعبية انفصل من القسم الفرنسي من عالمية العمال.
في 1985 جان جيل مالياركي أسس حزب التروازيام فوا (الطريق الثالث) التي اتخذت إيديولوجية الموقف الثالث، واعتبرت الولايات المتحدة والشيوعية والصهيونية أعداء لها. وكانت الحزب يعادي حزب الجبهة الوطنية النازي الفرنسي حتى 1991 حين تفكك الحزب بسبب علاقات مؤسسه بالجبهة الوطنية، فانفصلت منه فصيلة تابعة لكريستيان بوشيه تسمى نوفيل ريسيستانس (المقاومة الجديدة) التي اتخذت البلشفية الوطنية بانتماء يوروآسيوي.